# Tchetché
Tchetché, auch Ché Ché und Cheche, ist eine Ortschaft in der südöstlichen Region Gabú in Guinea-Bissau mit 299 Einwohnern (Stand 2009), ganz überwiegend moslemische Angehörige der Ethnie der Fulbe (portugiesisch: Fula).
Tchetché liegt im Verwaltungssektor von Madina do Boé.

## Geographie und Klima
Die Landschaft wird von Savanne geprägt, der durchfließende Rio Corubal sorgt dennoch für eine vergleichsweise üppige Flora, zu nennen insbesondere das Gebiet des Complexo Dulombi, Boé e Tchetche, das heute zu den Naturschutzgebieten Guinea-Bissaus gehört und aus dem zwei Nationalparks entstehen sollen.
Die durchschnittliche Jahrestemperatur beträgt etwa 25 °C. Am Tag liegen die Temperaturen meist zwischen 30 und 33 °C, nachts zwischen 18 und 23 °C.

## Geschichte
Im Verlauf des Portugiesischen Kolonialkriegs, der in Guinea-Bissau von 1963 bis 1974 dauerte und besonders intensiv geführt wurde, zog sich Anfang Februar 1969 die portugiesische Armee aus dieser Gegend nach einer Belagerung durch die Unabhängigkeitsbewegung PAIGC zurück. 47 portugiesische Soldaten der Jägerkompanie CCaç1790 starben, als sie am 6. Februar 1969 in Tchetché (Cheche) den Rio Corubal überquerten und die Fähre kenterte. Die Episode blieb unvergessen und ist bis heute Gegenstand von Dokumentarfilmen in Portugal geblieben.

## Wirtschaft
Die Region gilt als ärmster Teil des Landes. Landwirtschaft und besonders Viehwirtschaft (Rinder, Ziegen), dazu Fischfang im Rio Corubal bilden hier im Wesentlichen die von Selbstversorgung bestimmte Wirtschaft.